# 단전
단전(丹田, 영어: dantian 또는 elixir field)은 붉은 밭이라는 뜻으로 인체의 경혈 중 가장 기운이 많이 모이는 세 곳이자 에너지의 중심(energy center)을 말한다. 상단전, 중단전, 하단전이 있으나 보통은 하단전을 지칭한다.
여러 동양의학서적이 하단전을 배꼽 밑부분을 중심으로 그 영역을 중요하게 언급하고있다.
한의학에서 말하는 단전은 보이지도 만져지지도 않는 기관으로 인식하며 특히 동양에서는 기(氣)와 관련하여 주요한 개념으로 다루고 있다.

## 같이 보기
- 경락